# Paper Cuts (canción de Nirvana)
«Paper Cuts» es una canción de la banda rock Nirvana. Es la sexta canción en el álbum de 1989 Bleach. La canción fue escrita por Kurt Cobain (que aparece en los créditos como Kurdt Kobain). La canción fue por primera vez grabada como un demo el 23 de enero de 1988, con Dale Crover de The Melvins en la batería y producida por Jack Endino por solo 152.44 dólares. Durante las sesiones de Bleach, las tomas de esta canción y de "Floyd the Barber" con Chad Channing en la batería no convencieron a Cobain, entonces el demo con Crover fue mezclado y añadido al álbum. La influencia de The Melvins en Nirvana es especialmente evidente en "Paper Cuts".
Existe un vídeo casero de la canción, con Dale Crover en batería tocando esta canción en un almacén de Radio Shack. Grabado por un amigo, la intensidad de las luces varían y humo de cigarrillo es soplado en un intento para crear efectos especiales. De acuerdo a Charles Cross este vídeo era el intento de Kurt para considerar la posibilidad de actuar como una estrella de rock pero se rindió viendo lo principiante que era. El amigo de la banda que grabó la copia le dio un casete a Courtney Love unas semanas después de la muerte de Cobain en abril de 1994.
La canción es parcialmente basada en la historia de dos padres en Aberdeen, Washington (Lugar de origen de Cobain) que mantenía a sus hijos encerrados en una sala sin ventanas, solo abriendo la puerta para darles comida. De hecho, Cobain conoció a uno de los niños. La canción también describe la alienación de Kurt con su madre.

## Curiosidades
Es la única canción de todas las de Nirvana en donde se menciona el nombre de la banda en su letra.